# Ceskoslovenský vlciak
Ceskoslovenský vlciak (från slovakiska: československý vlčiak, uttal: /ˈtʃeskoslovenski: ˈvltʃɪak/, "tjeckoslovakisk varghund") är en relativt ny hundras från forna Tjeckoslovakien. Slovakien räknas som ursprungsland, d.v.s. det är den slovakiska kennelklubben som innehar avelsansvaret.

## Historia
År 1955 inleddes ett statligt genetiskt experiment där man korsade karpatiska vargar av båda könen med tyska schäferhundar. Syftet var att studera hur egenskaper från varg och tamhund nedärvdes från generation till generation. En plan utarbetades för att skapa en ras som skulle ha schäferns temperament, flockinstinkt och inlärningsförmåga, och den karpatiska vargens styrka, kroppsbyggnad och uthållighet. Hundarna användes av den tjeckoslovakiska gränsvakten vid järnridån. Efter att försöket avslutades 1965 påbörjades arbetet med att avla fram en homogen hundras. Vägledande för aveln var att utveckla bruksegenskaperna.
År 1982 blev ceskoslovenský vlciak erkänd som ras i Tjeckoslovakien. 1999 blev rasen sedan godkänd av Internationella hundorganisationen (FCI) med Slovakien som ansvarigt för rasstandarden.

## Egenskaper
Ceskoslovenský vlciak är mer mångsidig än specialiserad. Den är snabb, livlig, mycket aktiv och modig. Till skillnad från saarloos wolfhond är blyghet ett diskvalificerande fel hos ceskoslovenský vlciak. Ceskoslovenský vlciak utvecklar en mycket stark social relation - inte bara med sin ägare, utan hela familjen. Den kan lätt lära sig leva med andra husdjur som hör till familjen, dock kan svårigheter uppstå i möten med främmande djur.[källa behövs] Det är viktigt att dämpa passionen för jakt hos ceskoslovenský vlciak redan när den är valp för att undvika aggressivt beteende mot mindre djur som vuxen. Tikar av rasen tenderar att vara lättare att kontrollera, men båda könen upplever ofta stormiga tonår. 
Ceskoslovenský vlciak är mycket lekfull och temperamentsfull. Den lär sig snabbt, men träningen måste vara motiverande. Dessa hundar har beundransvärda sinnen och är väldigt bra på att följa spår. De är väldigt självständiga och kan samarbeta i flock med en speciell målmedvetenhet. Vid behov kan de enkelt ändra sin aktivitet till nattetid. Ibland kan problem uppstå under träningen när skall krävs. Ceskoslovenský vlciak har ett mycket bredare spektrum av sätt att uttrycka sig på, och skällande är onaturligt för dem; de försöker kommunicera med sin ägare på andra sätt (främst genom kroppsspråk men även genom att använda tysta ljud som att morra, grymta och gnälla). I allmänhet tar det längre tid att lära en ceskoslovenský vlciak saker än att lära en traditionell specialiserad ras. Ceskoslovenský vlciak har blivit framgångsrikt använd som sök- och räddningshund i Italien.[källa behövs]

## Utseende
Både kroppsbyggnaden och pälsen hos ceskoslovenský vlciak påminner om en varg. Mankhöjden är minst 65 centimeter hos en hanhund och minst 60 centimeter hos en tik. Kroppen är rektangulär, och förhållandet mellan höjd och längd är 9:10 eller mindre. Hanhundarna väger cirka 26 kilogram och tikarna 20 kilogram. Dess karakteristiska egenskaper är sneda, bärnstensfärgade ögon och korta, triangelformade öron som är upprättstående. Den har 42 mycket starka tänder; både saxbett och tångbett är accepterade. Ryggraden är rak, stark i rörelse. Ryggen är kort och något sluttande. Bröstkorgen är stor, platt snarare än tunnformad. Magen är stark och indragen. Svansen är högt placerad. Frambenen är raka och smala, med tassarna lite utvända. Bakbenen är muskulösa. Pälsfärgen är från gulgrå till silvergrå, med en lätt mask. Pälsen är rak, tät och väldigt tjock. Rasens rörelse är lätt och harmonisk, och stegen långa.